# Höjentorp

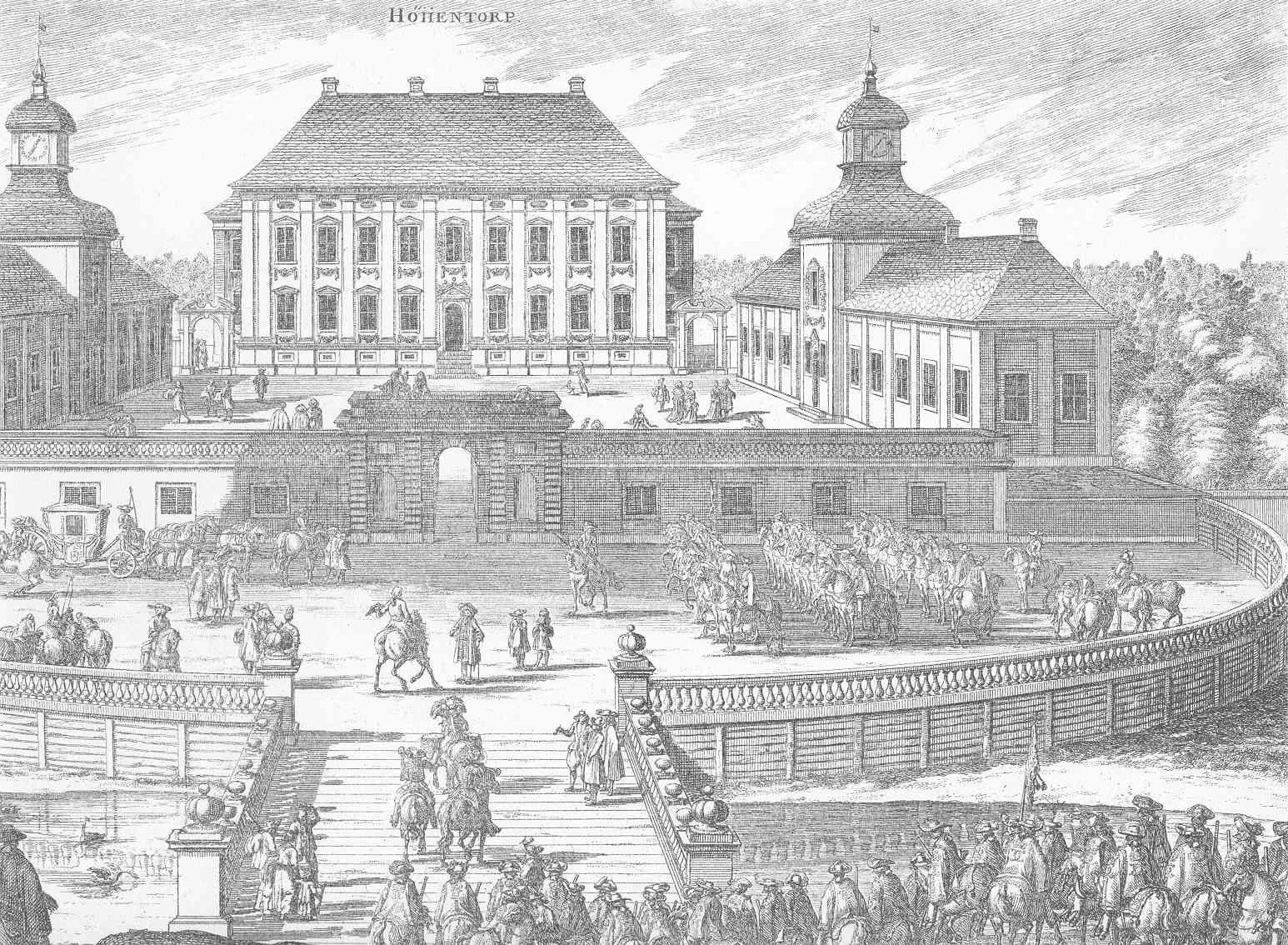
Höjentorps slott på ett kopparstick från år 1694. Ur Suecia antiqua et hodierna.

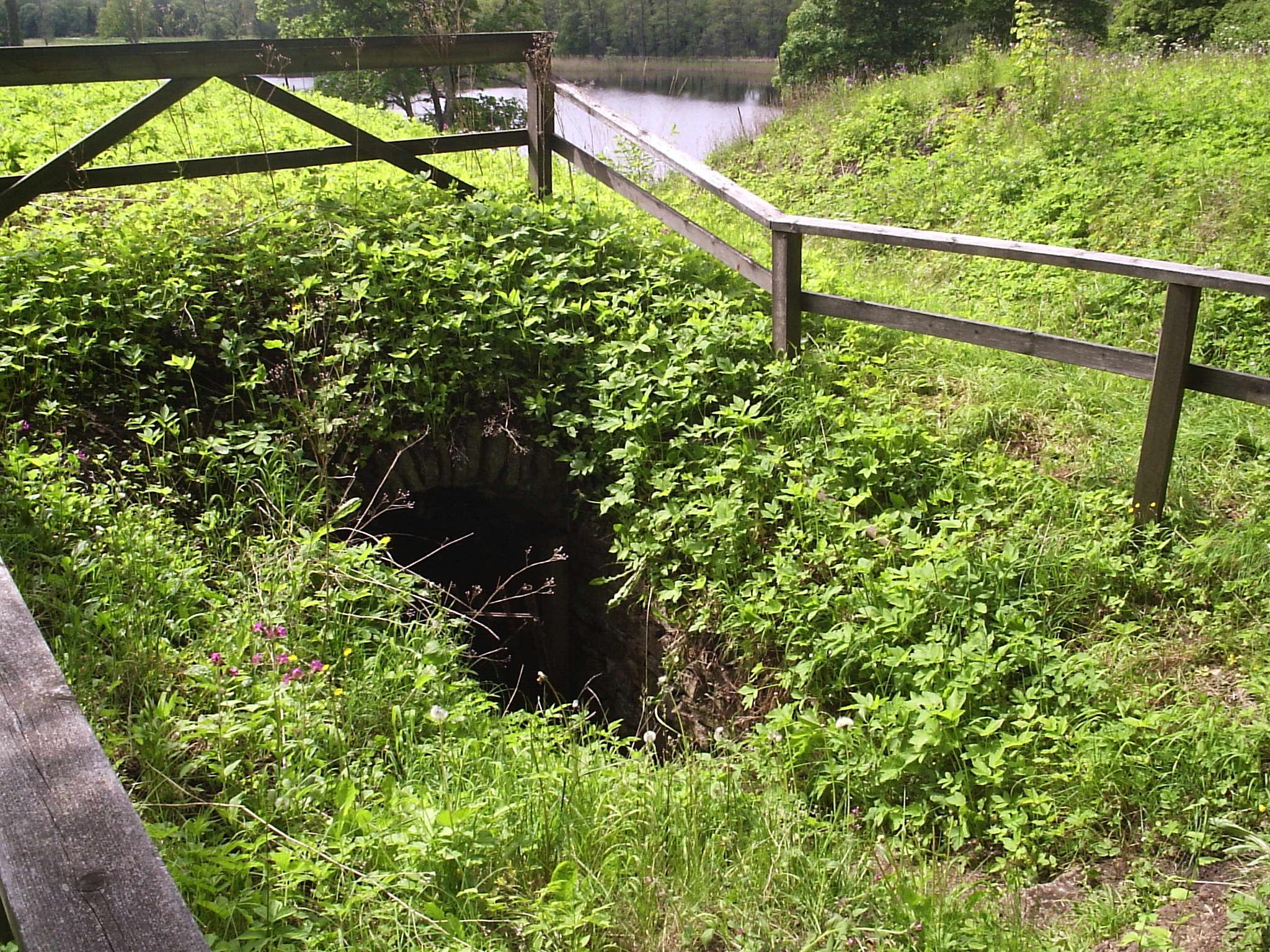
Källarruinen är det enda som återstår av det ursprungliga slottet Höjentorp.

Höjentorp är en kungsgård i Eggby socken i Skara kommun i Västergötland. Den är belägen på en halvö vid den mångbuktiga sjön Skärvalången. 
Kungsgården uppfördes 1740–1759 och gården är ett statligt byggnadsminne sedan den 25 januari 1935. Vid kungsgården fanns under tidsperioden 1647–1722 Höjentorp slott. Området kring kungsgården utgörs av naturreservatet Höjentorp-Drottningkullen.
Den nuvarande nyklassicistiska herrgården i två våningar med envåningsflyglar härrör troligen från 1730-talet. Huvudbyggnaden byggdes 1740–1759 och bottenvåning påbyggdes 1814–1817. 
Även den södra flygeln byggdes 1814–1817. Den norra flygeln är antagligen äldre än den södra.

## Området
Höjentorp ligger i Valle härad, mellan Skara och Skövde. Det småkuperade landskapet är berömt för sina otaliga kullar och småsjöar. Höjentorp ingår i ett större naturreservat, Höjentorp-Drottningkullens naturreservat. Avsikten med naturreservatet är, att områdets naturvärden och öppna och ljusa karaktär skall bevaras. Statens fastighetsverk anser dock, att alltför mycket sly och skog idag har vandrat in på de gamla ängarna och hagarna.

## Historia
Höjentorp gård finns omnämnd första gången 1283 som Hognathorp, och ägdes då av biskopen Brynolf Algotsson i Skara. Gården disponerades av dekanen, vilken även hade socknarna Eggby, Öglunda, Istrum och Skärv som prebende. Vid reformationen drogs gården in till kronan och blev en kungsgård. Erik Magnusson, Gustav Vasa och Johan III vistades periodvis på gården. Den medeltida slottet brändes av danskarna 1566, men ett jaktslott uppfördes av hertig Karl, som efter hans död blev boställe för landshövdingen i Skaraborgs län. Karl IX skall såsom hertig ha planterat några ännu kvarstående lindar i ställets trädgård.
Gården donerades 1647 jämte en mängd hemman i Valle härad som bröllopsgåva av drottning Kristina till Maria Eufrosyne av Pfalz och Magnus Gabriel De la Gardie, som här åt sig lät uppföra ett präktigt slott, troligen efter ritningar av den sydtyske byggmästaren Matthias Holl som sannolikt bearbetats och utvidgats av arkitekten Jean de la Vallée till det storslagna barockslott med två förgårdar som finns avbildat i Suecia antiqua et hodierna. Holls förslag, som även utfördes som modell, hade ett stort torn på huvudlängan, vilket ej utfördes. (Karling 1932, s. 18). Under denna tidsperiod tillhörde slottet grevskapet Läckö. Slottet drogs in till staten enligt 1680 års riksdagsbeslut. Tillsammans med flera andra sätesgårdar gavs det dock som förläning på livstid åt De la Gardies änka, Maria Eufrosyne av Pfalz, efter vars död 1687 Höjentorp åter tillföll kronan.
Lustträdgården omdanades 1687 av Johan Hårleman efter indragningen till kronan. Trädgården förföll dock hastigt efter slottsbranden 1722. Karl XI var ofta gäst under sin tid som regent (1672–97), då han mönstrade sina västgötaregementen på exercisplatsen i Eggby eller jagade på Billingen. Det präktiga slottet, uppfört av De la Gardie, brann 1722, medan kung Fredrik I och drottning Ulrika Eleonora (syster till Karl XII) vistades på stället.
Under perioden 1735–1830 var kungsgården upplåten på arrende åt Jonas Alströmer och hans arvingar. Alströmer anlade bland annat en tobaksplantage och ett schäferi av finulliga spanska får, redan innan denna fåravel vunnit insteg i Tyskland. Vid sidan av detta startade han landets första lantbruksskola. Skolan lades ner 1766, men Alströmers arvingar fortsatte att arrendera gården fram till 1832. Därefter har andra arrendatorer verkat på gården.
På en karta från 1722 ägde kungsgården sex större åkergärden och en djurgård upptog östra delen av markerna. Övriga ägor bestod av ängs- och hagmark samt alkärr. Bebyggelse och åkrar låg i stort sett fast enligt kartorna för Höjtentorp under perioden 1830–80. Den största förändringen sedan 1800-talet består i att de tidigare slåtter- och hagmarkerna övergått i skogsmark.

## Nutid
Numera är en ny mangårdsbyggnad uppförd vid kungsgården, som hyrs av statens arrendatorer. Den agrara strukturen kring Höjentorp är välbevarad med tanke på dess placering i en av Sveriges mest expansiva jordbruksbygder.